# Hotel Excelsior
El Hotel Excelsior es un edificio ubicado en la Avenida Ipiranga 770 y 786 en el barrio de República en la zona central de la ciudad de São Paulo, Brasil. Construido en 1943, fue ideado y proyectado por el arquitecto Rino Levi incluyendo al Cine Ipiranga, sala de cine que se ubicaba en la planta baja del edificio de 22 pisos. Es considerada una construcción típicamente modernista y su creación se dio durante el intenso proceso de verticalización y urbanización paulistana de la primera mitad del siglo XX.
Actualmente es un inmueble declarado como patrimonio por la CONDEPHAAT. El hotel se mantiene en funcionamiento contando con 186 habitaciones, además de suites, disponibles para hospedaje. La sala de cine se cerró en febrero del 2005.

## Historia
A finales del siglo XIX, São Paulo estaba iniciando el camino de su proceso de urbanización y, paralelamente, las exhibiciones cinematográficas también estaban ganando espacio en la ciudad. Para los años 1920, empezaron a crearse salas dedicadas para ser utilizadas en la proyección de películas. Fue en esa ola de construcciones que, en 1943, en pleno centro histórico se dio la inauguración del edificio que contenía tanto al Hotel Excelsior como al Cine Ipiranga que fue considerado como el más lujoso de Sudamérica. Los accesos al hotel y al cine eran independientes pero se ubicaban en el mismo inmueble. Toda esta inversión alrededor de la fachada del hotel contribuyó al movimiento de la zona y a la reputación del local. Arquitectónicamente, el edificio era reconocido por el mérito de levantar 21 pisos sobre un salón de exhibiciones ubicado en la planta baja, algo nuevo para entonces.

## Arquitectura

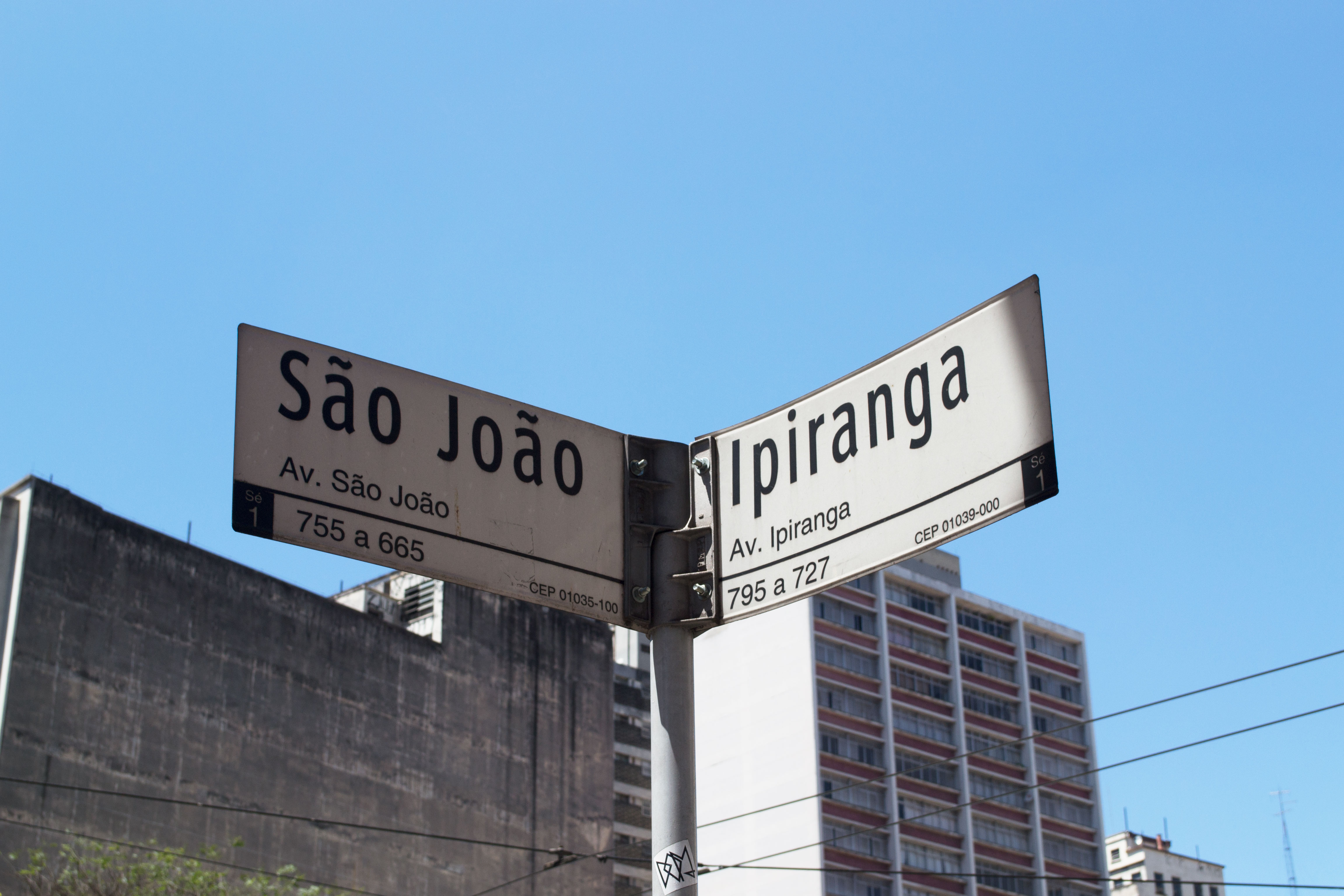
Esquina más próxima al Hotel Excelsior, situado en la Avenida Ipiranga 770

Importante ejemplo de la arquitectura moderna en São Paulo en la década de 1940, el edificio alberga un cine, salas de convenciones, restaurantes y un hotel. Con 22 plantas y una sala de cine con capacidad para 1.000 personas, el edificio está formado por dos volúmenes. El superior, que alberga al hotel, es más estrecho y está retranqueado respecto al volumen inferior, con una composición más sencilla. El edificio se encuentra dentro de los límites de una parcela de 1,723.23 metros cuadrados de los cuales 1.709 están construidos. Con fachada a la Avenida Ipiranga, es vecino de dos casas adosadas, a ambos lados, lo que proporciona una buena vista de ambos lados, así como un buen panorama para los huéspedes.

## Declaración como patrimonio
La CONDEPHAAT autorizó la declaración como patrimonio del edificio el 25 de octubre de 2010, entonces, para proteger el inmueble de inversores interesados en construir un centro comercial en ese lugar, el 14 de mayo del 2014, la alcaldía de São Paulo decidió efectivamente declarar como patrimonio al edificio que se encontraba cerrado desde el 2005. El edificio entonces empezó a ser considerado patrimonio cultural luego del pago de una expropiación de cinco millones de reales a favor de la Inmobiliária Savoy, la entonces propietaria.

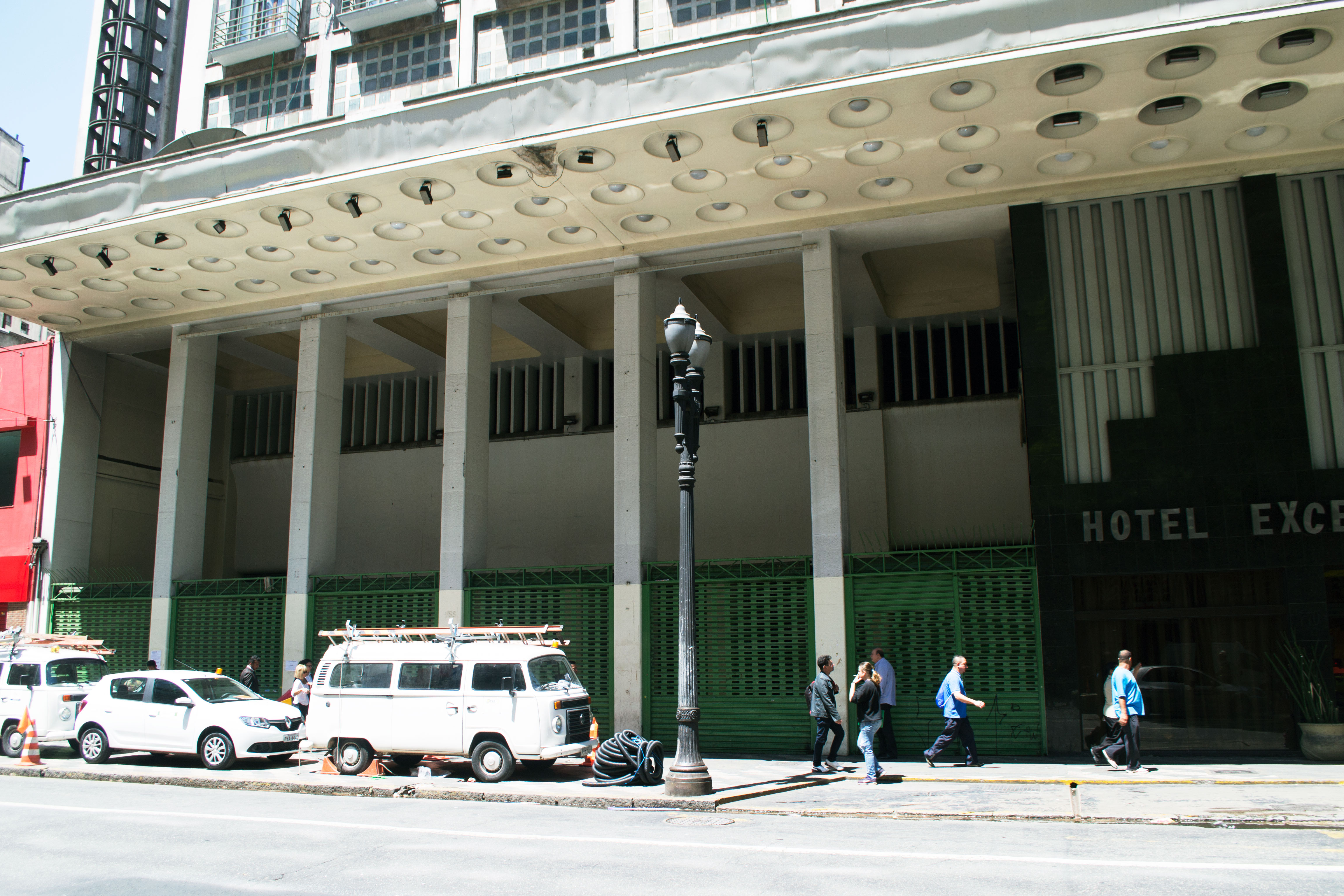
Fachada del Hotel Excelsior

## Relevancia histórica
El Hotel Excelsior fue declarado patrimonio por el CONDEPHAAT (Consejo de Defensa del Patrimonio Histórico, Arqueológico, Artístico y Turístico) mediante una resolución del 12 de mayo de 2014. El edificio fue considerado parte integrante de los procesos de modernización de la ciudad de São Paulo en el siglo XX. Según la publicación en la Gaceta Oficial del Poder Ejecutivo del 14 de mayo de 2014: 

"esta construcción es el resultado de una concepción creativa que se caracteriza por el hecho de que, en un terreno relativamente pequeño, superpone en el mismo edificio una gran torre hotelera y un cine monumental, ambos representativos de programas innovadores característicos de la São Paulo de mediados del siglo XX."

## En la actualidad
Hoy en día, el Hotel Excelsior Ipiranga sigue en funcionamiento y es reconocido como uno de los mejores hoteles de cuatro estrellas de la zona. Tiene 186 habitaciones, 10 suites y 2 habitaciones especiales para discapacitados. El Cine Ipiranga está cerrado al público desde febrero de 2005. El propietario es la empresa Crespi Empreendimentos Ltda, y aunque el espacio interno del hotel ya ha sufrido reformas y adaptaciones, la fachada del edificio sigue siendo una presencia estilísticamente llamativa mostrando sus antiguas características de rascacielos modernista.